# Lijst van spelers van FK Austria Wien
Deze lijst omvat voetballers die bij de Oostenrijkse voetbalclub FK Austria Wien spelen of gespeeld hebben. De spelers zijn alfabetisch gerangschikt.

## A
- Einar Jan Aas
- Stanley Abroah
- Cüneyt Acikgöz
- Milenko Ačimovič
- Karl Adamek
- Josef Adelbrecht
- Rabiu Afolabi
- José Aguas
- Ernst Aigner
- Hannes Aigner
- Siegfried Aigner
- Muhammet Akagündüz
- Halil Akaslan
- Éric Akoto
- Robert Almer
- Karl Andritz
- Mikael Antonsson
- Günther Arnberger
- Anton Artes
- Peter Artner
- Aljoša Asanović
- Fisnik Asllani
- Vitalijs Astafjevs
- Harry Aurednik

## B
- Enricez Baez
- Oumar Bagajoko
- Dritan Baholli
- Jacek Bąk
- Adamo Baranja
- Dejan Baranja
- Nacer Barazite
- Ernst Baumeister
- Julian Baumgartlinger
- Gerald Baumgartner
- Hubert Baumgartner
- Mario Bazina
- Reinhard Beer
- Stojan Belajic
- Petter Belsvik
- Hans Billich
- Heinz Binder
- Michael Binder
- Jocelyn Blanchard
- Adolf Blutsch
- Markus Böcskör
- Rudolf Böhme
- Friedrich Borgan
- Vladimir Borovicka
- Reinhold Breu
- Ronald Brunmayr
- Hans-Peter Buchleitner
- Johann Bürger
- Hans Buzek

## C
- Damir Canadi
- Srđan Čebinac
- Nastja Čeh
- Fritz Cejka
- Nevzat Cekic
- Attila Cere
- Mario Chiaradia
- Franz Cisar
- José de la Cuesta
- Wilhelm Cutti
- Zoltán Czibor

## D
- Thomas Darazs
- George Datoru
- Tomas Daumantas
- Karl Daxbacher
- Josef Degeorgi
- Dirk Jan Derksen
- Didier Dheedene
- Momo Diabang
- Joey Didulica
- Hans Dihanich
- Emir Dilaver
- Dragan Dimic
- Alfons Dirnberger
- Djalminha
- Goran Djuricin
- Mesut Dogan
- Ernst Dospel
- Tosin Dosunmu
- Alfred Drabits
- Aleksandar Dragović
- Fritz Drazan
- Sean Dundee

## E
- Gábor Egressy
- Franz Englisch
- Ludwig Ernstsson
- Johannes Ertl
- Buffy Ettmayer

## F
- Ernst Fiala
- Oskar Fischer
- Thomas Flögel
- Saso Fornezzi
- Johann Frank
- Gernot Fraydl
- Robertas Fridrikas
- Robert Frind
- Karl Fröhlich
- Otto Fuchs

## G
- Alfred Gager
- Herbert Gager
- Karl Gall
- Felix Gasselich
- Ronald Gërçaliu
- Johann Geyer
- Karl Geyer
- Radoslaw Gilewicz
- Rene Glatzer
- Gerald Glatzmayer
- Alexander Gorgon
- Karl Graf
- Franz Gruber
- Michael Gruber
- Alexander Grünwald

## H
- Wolfgang Hacker
- Willibald Hahn
- Josef Hamerl
- Michael Hanappi
- Franz Hansl
- Martin Hašek
- Christian Haselberger
- Ralph Hasenhüttl
- Matthias Hattenberger
- Albert Heikenwälder
- Thorstein Helstad
- Siegfried Hessenauer
- Josef Hickersberger
- Martin Hiden
- Viktor Hierländer
- Walter Hiesel
- Delano Hill
- Horst Hirnschrodt
- Peter Hlinka
- Gerfried Hodschar
- Karl Hofbauer
- Niklas Hoheneder
- Markus Holemar
- Shlomo Holtsman
- Wolfgang Hopfer
- Walter Horak
- Walter Hörmann
- Attila Horvath
- Josef Hrivnak
- Adolf Huber
- Ludwig Hussak

## I
- Valdas Ivanauskas
- Mladen Ivancic
- Trifon Ivanov
- Tomasz Iwan

## J
- Jacaré
- Thomas Janeschitz
- Vladimír Janočko
- Jochen Janssen
- Camillo Jerusalem
- Patrik Jezek
- Walter Joachim
- Siegfried Joksch
- Júlio César
- Tomáš Jun
- Zlatko Junuzović

## K
- Volkan Kahraman
- Patrick Kasuba
- Philipp Katzler
- Jürgen Kauz
- Christian Kellner
- Andras Kereszturi
- Markus Kiesenebner
- Richard Kitzbichler
- Johann Kleer
- Florian Klein
- Wolfgang Knaller
- Fabian Koch
- Robert Kocis
- Friedrich Köck
- Karl Kodat
- Helmut Köglberger
- Walter Kogler
- Michael Koller
- Fritz Kominek
- Friedrich Koncilia
- Franz Königshofer
- Jeno Konrad
- Kalman Konrad
- György Korsos
- Bozo Kovacevic
- Karl Kowanz
- Gerald Krajic
- Thomas Krammer
- Günter Kreissl
- Eddie Krieger
- Gernot Krinner
- Andrzej Kubica
- Sanel Kuljic
- Günter Kuntz
- Bartolomej Kuru
- Karl Kurz
- Raymond Kvisvik

## L
- David Lafata
- Jens Stryger Larsen
- Andreas Lasnik
- Heinrich Lebensaft
- Adam Ledwoń
- Hans Leitert
- Jürgen Leitner
- Kurt Leitner
- Marin Leovac
- Peter Lérant
- Alexander Lex
- Michael Liendl
- Heinz Lindner
- Roland Linz
- Theodor Lohrmann
- Johann Löser
- Thomas Luttenberger

## M
- Michael Madl
- Istvan Magyar
- Roman Mählich
- Wolfgang Mair
- Mario Majstorovic
- Thomas Mandl
- Georg Margreitter
- Rupert Marko
- Vlatko Marković
- Gábor Markus
- Eric Martel
- Alberto Martínez
- Christian Mayrleb
- Willy Meisl
- Ernst Melchior
- Florian Metz
- Leopold Mikolasch
- Sebastian Mila
- Jevgenijs Milevskis
- Misel Milovanovic
- Mons Ivar Mjelde
- Hans Mock
- Johann Mock
- Josef Molzer
- Julio César Morales
- Lukas Mössner
- Rodolfo Moya
- Johann Mrkvicka
- Moechsin Moechamadnjev
- Uwe Müller
- Dzemal Mustedanagić

## N
- Thomas N'Gobe
- Arminas Narbekovas
- Manfred Nastl
- Walter Nausch
- Horst Nemec
- Philipp Netzer
- Leopold Neumer
- Michael Novak
- Tibor Nyilasi

## O
- Erich Obermayer
- Ernst Ocwirk
- Andreas Ogris
- Rubin Okotie
- Eric Orie
- Manuel Ortlechner
- Arkoc Özcan

## P
- Peter Pacult
- Jürgen Panis
- Saša Papac
- Joachim Parapatits
- Thomas Parits
- Zoran Pavlovic
- Marko Perović
- Petko Petkov
- Adam Petrous
- Anton Pfeffer
- Rudolf Pichler
- Sascha Pichler
- Thomas Pichlmann
- Patrick Pircher
- Hans Pirkner
- Markus Pistrol
- Gernot Plassnegger
- Reinhard Pöllendorfer
- Toni Polster
- Christoph Pomper
- Alexander Popovich
- Günther Pospischil
- Peter Pospisil
- Walter Probst
- Herbert Prohaska
- Christian Prosenik
- Marcus Pürk

## Q
- Günter Quantschnigg

## R
- Arkadiusz Radomski
- Rashid Rakhimov
- Christian Ramsebner
- Karl Rappan
- Krzysztof Ratajczyk
- Thomas Reichhold
- Max Reiterer
- Alfred Riedl
- Franz Riegler
- Hans Riegler
- Novak Roganović
- Manfred Rosenegger
- Timo Rost
- Manfred Rothbauer
- Jelle ten Rouwelaar
- Petter Rudi
- Sigurd Rushfeldt

## S
- Rudolf Sabetzer
- Mirnel Sadovic
- Szabolcs Sáfár
- Manuel Salomon
- Patrick Salomon
- Marc Sand
- Fernando Santos
- Maicon dos Santos
- Josef Sara
- Robert Sara
- Dragan Šarac
- Yüksel Sariyar
- Christoph Saurer
- Walter Schachner
- Alfréd Schaffer
- Christian Schandl
- Paul Scharner
- Christoph Scheiblehner
- Andreas Schicker
- Franz Schiemer
- Andreas Schiener
- Günter Schießwald
- Franz Schilling
- Frenk Schinkels
- Walter Schleger
- Johann Schmid
- Manfred Schmid
- Kurt Schmied
- Christian Schmölzer
- Harald Schneider
- Karl Schneider
- Christian Schragner
- Christian Schreiber
- Thiago Maier dos Santos Schumacher
- Paul Schweda
- Filip Šebo
- Attila Sekerlioglu
- Karl Sesta
- Rafal Siadaczka
- Samson Siasia
- Július Šimon
- Matthias Sindelar
- Libor Sionko
- Pawel Sobczak
- Josef Spale
- Joachim Standfest
- Marko Stanković
- Roman Stary
- Gerhard Steinkogler
- Peter Stöger
- Ernst Stojaspal
- Karl Stotz
- Michael Streiter
- Erich Strobl
- Josef Stroh
- Benjamin Sulimani
- Emin Sulimani
- Xiang Sun
- Markus Suttner
- Václav Svěrkoš
- Ferdinand Swatosch
- Marek Swierczewski
- Franz Swoboda

## T
- Haris Tabaković
- Dario Tadić
- Christian Tamandl
- Johann Tandler
- Michael Temm
- Andreas Tiffner
- Mario Tokic
- Eldar Topić
- Marko Topic
- Hannes Toth
- Fernando Troyansky
- Ewald Türmer

## U
- Andreas Ulmer
- Martin Unger

## V
- Štěpán Vachoušek
- Mirza Varešanović
- Peter Vargo
- Ivica Vastić
- Aslan Vatan
- Pascal Velek
- Frank Verlaat
- Rudolf Viertl
- Petr Voříšek
- Ognjen Vukojević

## W
- Michael Wagner
- Harald Waitschacher
- Manuel Wallner
- Roman Wallner
- Philippe Weiss
- Hannes Weninger
- Gustav Wieser
- Gerd Wimmer
- Franz Wohlfahrt

## Z
- Franz Zach
- Michael Zechner
- Anton Zieger
- Marc Ziegler
- Rudolf Zöhrer
- Franz Zore
- Manfred Zsak